# ラッシュガード

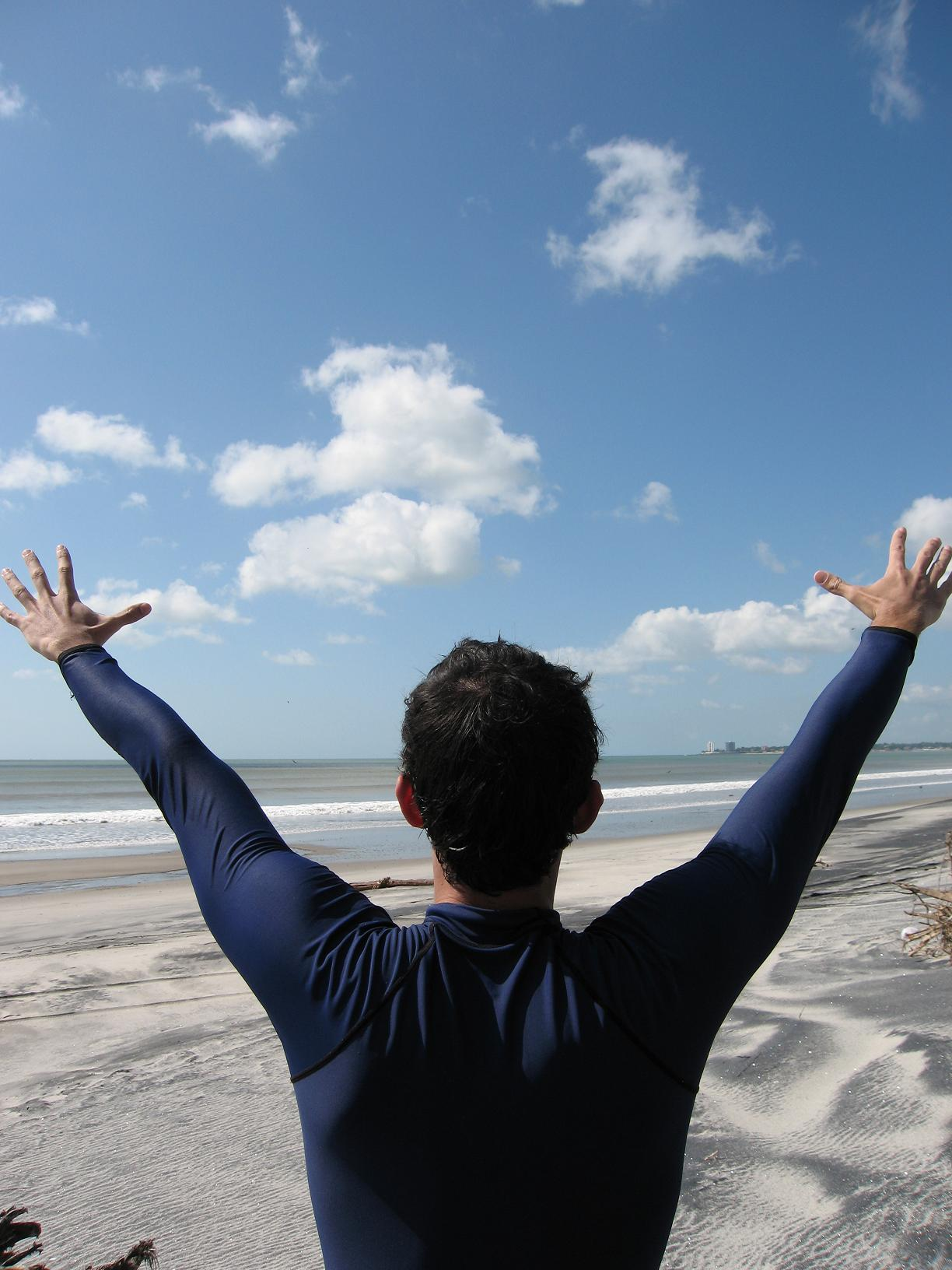
サーフィンに使う長袖のラッシュガード

ラッシュガード（英: rash guard）は、スパンデックス（ポリウレタン弾性繊維）とナイロンまたはポリエステルで作られたスポーツ用の被服である。名称には、擦過傷に起因する皮疹や、長時間日光を浴びる際に着用者が日焼けするのを防止する意味が込められている。

## スポーツウェアとして
本来はサーフィン等のウォータースポーツを行う時に着用されていた。体にフィットして動きやすいのが特徴である。
アマチュアレスリングで着用されるユニフォームであるシングレットはその見た目で選手から賛否両論があり、それが競技人気の壁になっているとする意見がある。2000年シドニーオリンピックに選手として出場した宮田和幸は、シングレットを廃止する代わりにラッシュガードと短パンを着用すれば人気が上がるはずだとした。

## 用途
紫外線の侵入を抑える点から、日焼け止めや帽子、日傘と同様に日焼けの対策に有用である。日本で紫外線が強くなり始める5月には体温調節の面でも役立つ。日焼け止めが汗や水で流れ落ちるのに対して、ラッシュガードは水分で効果が弱まらない分より効果的である。
山を歩いていると植物や虫に体が当たる可能性があるため、登山時に腕を守る意味で長袖のラッシュガードが着用される場合がある。
肌が見えなくなるその性質上、入れ墨を隠す目的での使用例も存在する。
吸汗速乾性に優れるラッシュガードの素材は、ジョギング時のマスクやファッションアイテムにも利用される。
サウナに入る際に水着の上に羽織る例も見られる。
流通経済大学の行った実験で、水温25 ℃のプールで水泳を行うのは血管の緊張や収縮で心臓に負荷を与える一因になるのを示す結果が得られた。水は空気の約25倍の熱伝導率を持ち、水温が体温に与える影響は比較的大きい。加えて、子供と高齢者の体温は環境温度に左右されやすく、プールの授業等ではラッシュガードや保温性能の高い水着の着用希望に柔軟な対応が必要だと思われるとしている。
学校の水泳の授業でも用途に注目されている。